# Forces navales françaises libres
Le Forces navales françaises libres, tradotto dalla lingua francese Forze navali francesi libere, talvolta abbreviato con FNFL, è stata la componente navale della Francia libera e parte integrante delle Forces françaises libres durante la seconda guerra mondiale.

## Storia

### Comandanti della FNFL
- Émile Muselier (giugno 1940 - marzo 1942)
- Philippe Auboyneau (marzo 1942 - luglio 1943)
- Georges Thierry d'Argenlieu ( luglio 1943 - )

## Flotta
cacciatorpediniere
- Classe Chacal:
  - Le Léopard
- Classe Le Fantasque:
  - Le Triomphant

cacciatorpediniere di scorta
- Classe Hunt (Type 3) di costruzione britannica :
  - La Combattante
- Classe Cannon (DE) di costruzione statunitense :
  - Tunisien

torpediniere leggere
- Classe La Melpomène:
  - La Melpomène
  - Le Bouclier

avviso coloniale
- Classe Bougainville:
  - Le Savorgnan-de-Brazza

dragamine
- Classe Élan et Chamois:
  - Le Chevreuil
  - La Moqueuse
  - Commandant Dominé
  - Commandant Duboc

fregate
- Classe River di fabbricazione britannica :
  - L'Aventure
  - Croix de Lorraine
  - La Découverte
  - La Surprise
  - Tonkinois

corvette
- Classe Flower di fabbricazione britannica :
  - Aconit
  - Alysse
  - Commandant Detroyat
  - Commandant Drogou
  - Commandant d'Estienne d'Orves
  - Lobélia
  - Mimosa
  - Renoncule
  - Roselys

sommergibile portaerei
- Classe Surcouf:
  - Surcouf

sommergibili di 1ª Classe oceanici
- Classe Redoutable:
- Classe Requin:
  - Narval

sommergibili di 2ª Classe costieri
- Classe Argonaute:
- Classe Diane:
- Classe Minerve:
  - Junon
  - Minerve
- Classe Orion:
- Classe « U » di fabbricazione britannica :
  - Curie
- Classe « V » di fabbricazione britannica :
  - Doris
  - Morse

sommergibili posamine
- Classe Saphir:
  - Rubis

pattugliatori
- Léoville
- Oiseau-des-Îles
- Poulmic
- Président-Houduce
- Reine-des-Flots
- Vaillant
- Viking
- Esperanto